# Spinoleiopus rondoni
Spinoleiopus rondoni är en skalbaggsart som beskrevs av Stefan von Breuning 1965. Spinoleiopus rondoni ingår i släktet Spinoleiopus och familjen långhorningar.
Artens utbredningsområde är Laos. Inga underarter finns listade i Catalogue of Life.